# Signal Iduna Park
Het Signal Iduna Park is een voetbalstadion in Dortmund, dat plaats biedt aan 81.365 toeschouwers. Het stadion bevindt zich 4 kilometer ten zuiden van het centrum van Dortmund. Borussia Dortmund is de gebruiker van het stadion. De fans noemen het stadion nog steeds het Westfalenstadion, ondanks dat de naamswijziging al in 2005 is doorgevoerd. 

## Geschiedenis
Het Signal Iduna Park (voorheen Westfalenstadion) is sinds 1974 de thuishaven van de voetbalclub Borussia Dortmund. Daarvoor speelden zij in het Stadion Rote Erde, dat te klein werd door het groeiende aantal toeschouwers van de club in de jaren zestig. Aanvankelijk was er te weinig geld voor een nieuw stadion, maar doordat de stad Dortmund aangewezen werd als een van de speelsteden voor het Wereldkampioenschap van 1974, kwam de financiering wel rond. Het stadion was gereed in 1974 en kreeg de naam Westfalenstadion, vernoemd naar het deel Westfalen in de huidige staat Noordrijn-Westfalen. Het stadion kreeg 54.000 plaatsen (17.000 zitplaatsen en 37.000 staanplaatsen).
Enkele jaren later werden de staanplaatsen op de noord-tribune vervangen door zitplaatsen, waardoor er nog 42.800 plaatsen overbleven. Het was het begin van meerdere verbouwingen van de bestaande tribunes. Mede door het groeiende toeschouwersaantal van Borussia Dortmund moesten er meer plaatsen komen. In 1997 was de capaciteit 68.800. Vanaf 2002 werden de 4 hoeken van het stadion dichtgebouwd vooruitlopend op het Wereldkampioenschap in 2006. Door de dichtgebouwde hoeken werd de capaciteit vergroot naar 82.678 plaatsen. Dit maakt het Westfalenstadion het grootste stadion van Duitsland en een van de grootste stadions van Europa. Verder is de zuidtribune van het stadion uniek: met ongeveer 25.000 staanplaatsen is het de grootste staantribune van Europa. Maar omdat de FIFA voor het WK 2006 geen staanplaatsen wilde, waren die voor het WK niet beschikbaar en is de tribune tijdelijk vervangen door een zittribune. Na een aantal kleine aanpassingen is de capaciteit van het stadion sinds het seizoen 2015-2016 nu 81.365 toeschouwers.

### Nieuwe naam

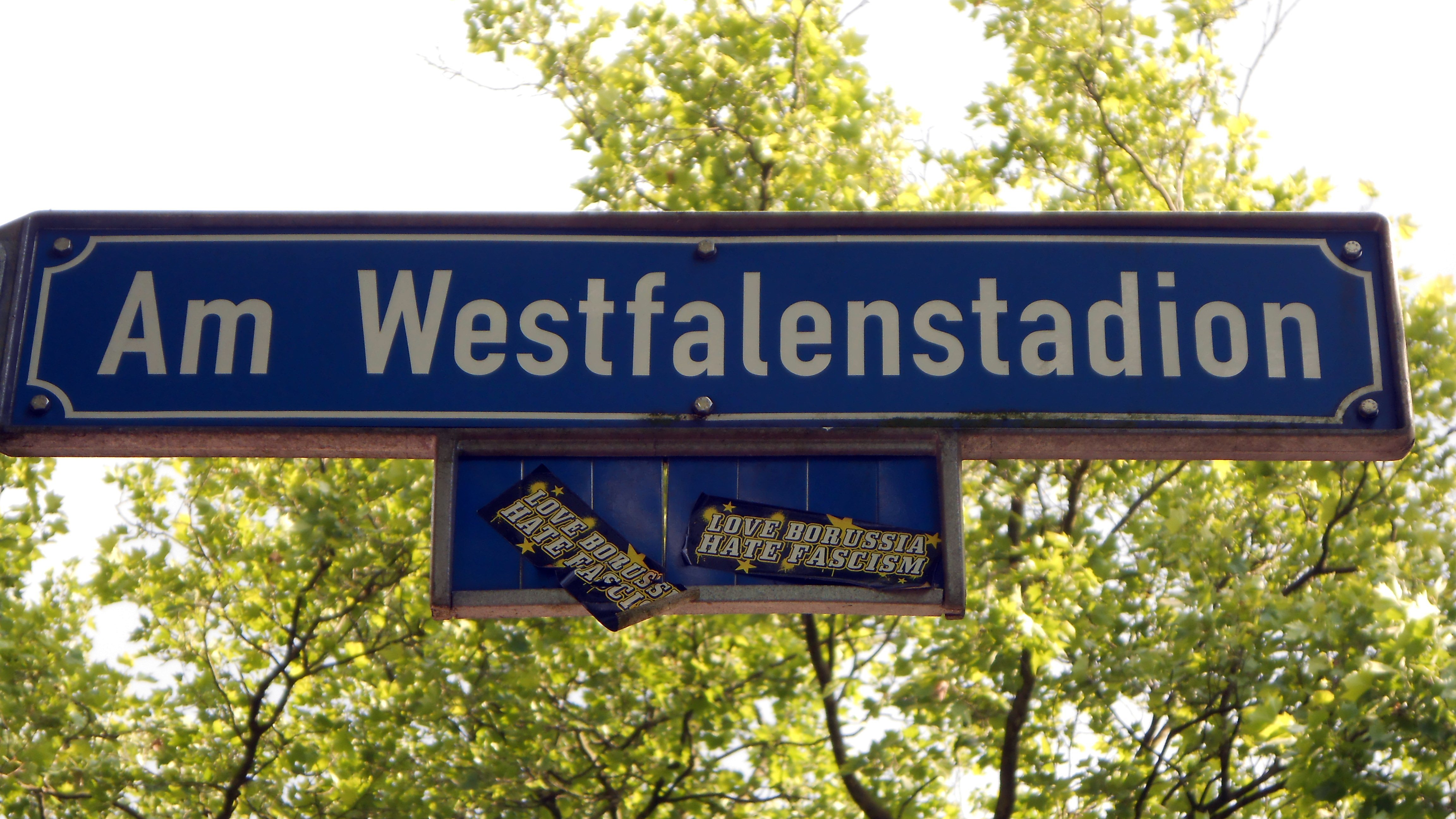
Straatnaam: Am Westfalenstadion

Op 1 december 2005 werd het Westfalenstadion omgedoopt tot Signal Iduna Park. De verzekeringsmaatschappij Signal Iduna mocht tot 2021 haar naam aan het stadion verlenen in ruil voor financiële steun aan het met schulden kampende Borussia Dortmund. Afhankelijk van de prestaties van de club kan de sponsorbijdrage oplopen tot in totaal 20 miljoen euro. Onder aan traditie gehechte fans was de overeenkomst omstreden. Tijdens het WK 2006 werd het stadion door de FIFA aangeduid als FIFA WM-Stadion Dortmund, in lijn met de neutrale aanduiding van andere WK-stadions die hun naamrecht aan een sponsor verkochten.
Het stadion zou later worden verbouwd tot 60.000 toeschouwers, maar de gemeente was erop tegen.

## Wedstrijden tijdens hetWK 1974

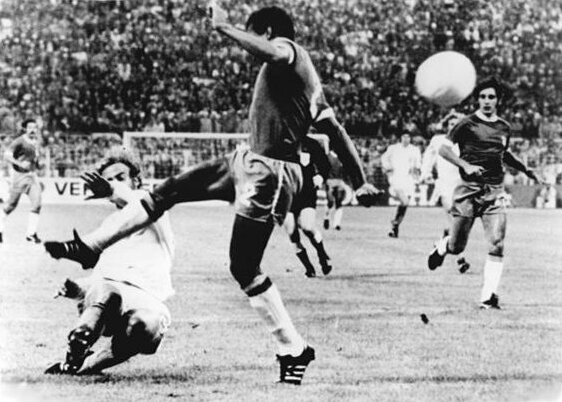
Beeld uit de wedstrijd Nederland-Brazilië tijdens de WK 74

Tijdens het WK van 1974 in toen nog West-Duitsland was het Westfalenstadion min of meer het thuisstadion van het Nederlands elftal. Oranje speelde er drie wedstrijden waaronder de  halve finale tegen Brazilië.
| №  | Datum        | Wedstrijd             | Uitslag | Competitie       | Toeschouwers |
| -- | ------------ | --------------------- | ------- | ---------------- | ------------ |
| 1. | 14 juni 1974 | Schotland – Zaïre     | 2 – 0   | 1e ronde groep 2 | 25.000       |
| 2. | 19 juni 1974 | Nederland – Zweden    | 0 – 0   | 1e ronde groep 3 | 53.700       |
| 3. | 23 juni 1974 | Nederland – Bulgarije | 4 – 1   | 1e ronde groep 3 | 52.100       |
| 4. | 3 juli 1974  | Nederland – Brazilië  | 2 – 0   | 2e ronde groep A | 52.500       |

## Wedstrijden tijdens hetWK 2006

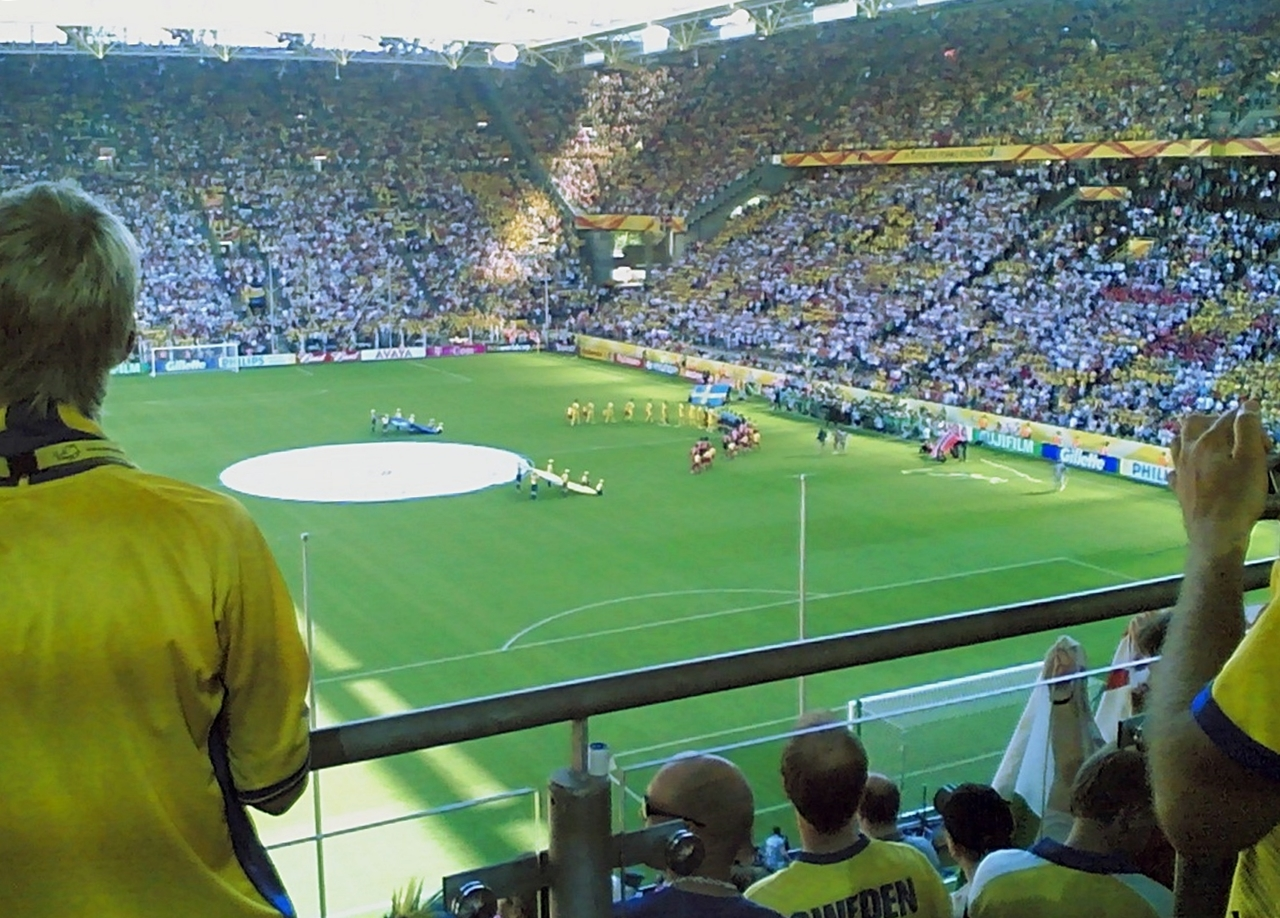
WK 2006:Trinidad en Tobago - Zweden

| №   | Datum        | Wedstrijd                   | Uitslag      | Competitie       | Toeschouwers |
| --- | ------------ | --------------------------- | ------------ | ---------------- | ------------ |
| 5.  | 10 juni 2006 | Trinidad en Tobago – Zweden | 0 – 0        | 1e ronde groep B | 62.959       |
| 6.  | 14 juni 2006 | Duitsland – Polen           | 1 – 0        | 1e ronde groep A | 65.000       |
| 7.  | 19 juni 2006 | Togo – Zwitserland          | 0 – 2        | 1e ronde groep G | 65.000       |
| 8.  | 22 juni 2006 | Japan – Brazilië            | 1 – 4        | 1e ronde groep F | 65.000       |
| 9.  | 27 juni 2006 | Brazilië – Ghana            | 3 – 0        | 1/8 finale       | 65.000       |
| 10. | 4 juli 2006  | Duitsland – Italië          | 0 – 2 (n.v.) | halve finale     | 65.000       |

## Wedstrijden tijdens hetEK 2024
| №  | Datum        | Wedstrijd              | Uitslag | Competitie               | Toeschouwers |
| -- | ------------ | ---------------------- | ------- | ------------------------ | ------------ |
| 1. | 15 juni 2024 | Italië – Albanië       | 2 – 1   | EK 2024 (groep B)        | 60.512       |
| 2. | 18 juni 2024 | Turkije – Georgië      | 3 – 1   | EK 2024 (groep F)        | 59.127       |
| 3. | 22 juni 2024 | Turkije – Portugal     | 0 – 3   | EK 2024 (groep F)        | 61.047       |
| 4. | 25 juni 2024 | Frankrijk – Polen      | 1 – 1   | EK 2024 (groep D)        | 59.728       |
| 5. | 29 juni 2024 | Duitsland – Denemarken | 2 – 0   | EK 2024 (achtste finale) | 61.612       |
| 6. | 10 juli 2024 | Nederland – Engeland   | 1 – 2   | EK 2024 (halve finale)   | 60.926       |